# Tankōbon
Tankōbon (単行本?) es el término japonés para referirse a un «volumen compilatorio» de una serie en particular (como manga, novela ligera, artículos de revistas, etc.) a diferencia de revistas o series de obras completas que contienen múltiples títulos. Los capítulos de los manga son publicados por primera vez en revistas antológicas de tiraje semanal o mensual (como Afternoon, Shōnen Jump, Hana to Yume). Estas revistas antológicas contienen cientos de páginas y decenas de historias individuales escritas por diversos autores. Son impresas en papel para diarios y son consideradas como revistas desechables.

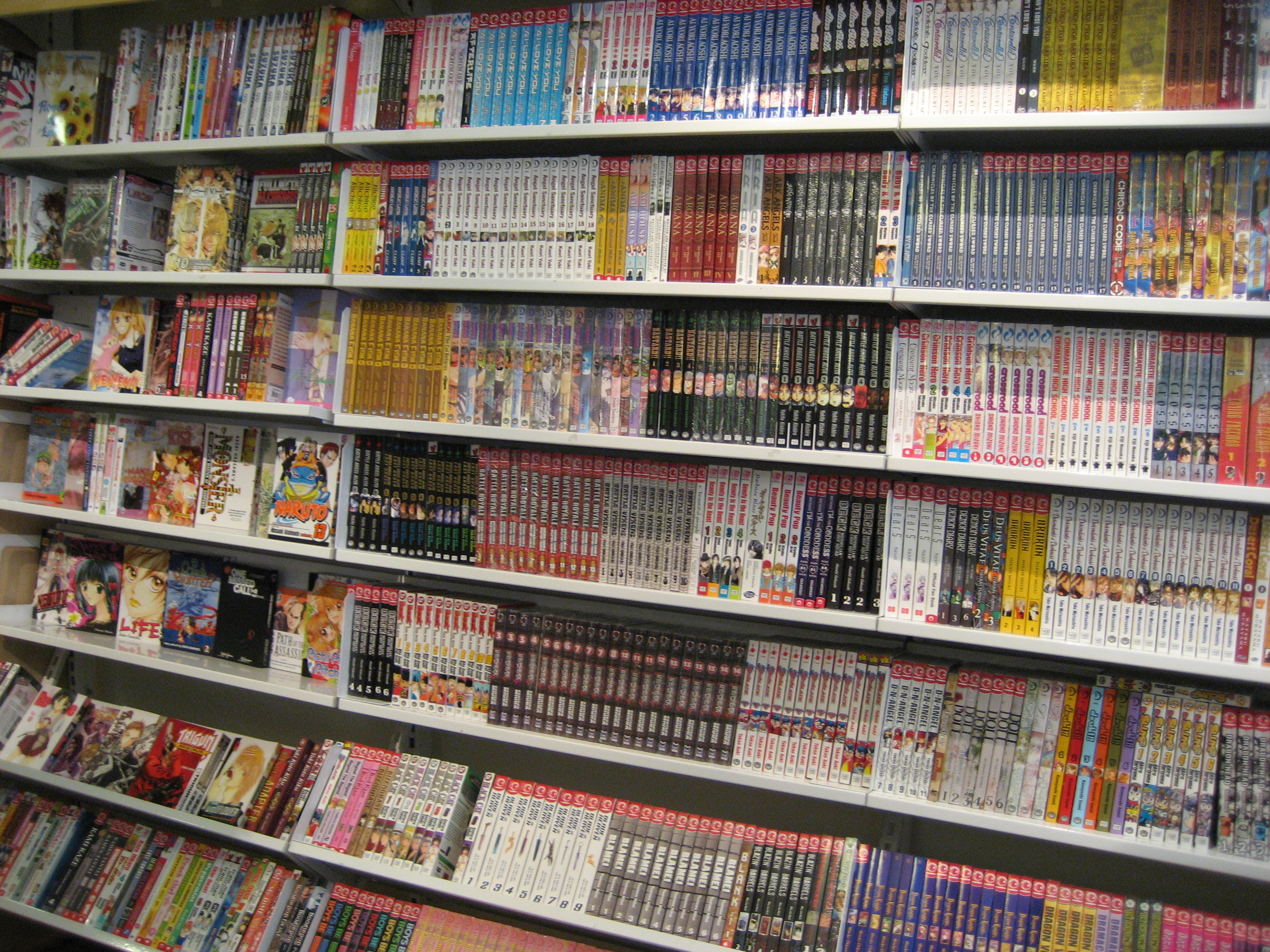
Un estante con varias series de manga en formato tankōbon.

Un tankōbon es una colección de capítulos, de unas 170-240 páginas, de una sola serie reimpresas en formato de bolsillo o pasta blanda con papel de mejor calidad.

## Formatos

### Aizō-ban
Un aizō-ban (愛蔵版?) es un volumen de edición especial. Estos volúmenes son generalmente más caros y llenos de características especiales como portadas especiales creada específicamente para la edición, papel especial usado para las portadas, papel de alta calidad, estuches especiales y más. Algunos aizō-ban  son de tiraje limitado, lo que incrementa su valor como piezas de colección.

### Kanzenban
El kanzenban (完全版?) es otro término usado para referirse a un tipo de lanzamiento especial. Como los aizō-ban, los kanzenban son impresos en tirajes limitados, y generalmente solo los mangas más populares son lanzados en este formato.

### Bunko-ban
Una edición bunko-ban (文庫版?) es el volumen para las novelas. Generalmente son más pequeños (cerca de 16 cm de alto) y más gruesos que el tankōbon, y usualmente tiene una nueva portada diseñada específicamente para el lanzamiento (en el caso del manga). Si hubo un lanzamiento wide-ban, el bunko-ban tiene generalmente el mismo número de volúmenes. También en ocasiones son llamados «bunko», pero este es un formato A6 (10.50 cm x 15 cm) utilizado para reeditar manga ya publicados o novelas ligeras. Suelen tener el doble de páginas que un tomo normal (400) y su pequeño tamaño los hace algo más económicos. Es lo que se llamaría un tamaño «de bolsillo».

### Shinsōban
Similar al wide-ban, una shinsōban (新装版?) es usualmente una nueva edición publicada con una nueva portada. Los volúmenes de este tipo de publicación con frecuencia tienen nuevas páginas en color y otros cambios extras. Por ejemplo, para la reedición de Sailor Moon que realizó a partir de 2002 la empresa editorial Kodansha, la autora Naoko Takeuchi realizó nuevas portadas, redibujó completamente algunas de las páginas y reescribió la mayor parte de los diálogos, reagrupando los capítulos para que resultaran 12 tomos de la obra, en lugar de 18 como había sido en la publicación original.

### Wide-ban
La edición wide-ban o waido-ban (ワイド版?) es más grande que el tankōbon regular, y generalmente agrupa una serie en menos volúmenes que el tankōbon original. Por ejemplo, Maison Ikkoku fue originalmente lanzado en quince volúmenes tankōbon, pero posteriormente se reeditó en diez volúmenes wide-ban.